# McCarthy Homestead Cabin
Pour les articles homonymes, voir MacCarthy.
La McCarthy Homestead Cabin est une cabane en rondins dans le comté de Flathead, dans le Montana, aux États-Unis. Protégée au sein du parc national de Glacier, elle a été construite en juillet-août 1908. Elle est inscrite au Registre national des lieux historiques depuis le 16 décembre 1986.